# Chalara pteridina
Chalara pteridina är en svampart som beskrevs av Syd. & P. Syd. 1912. Chalara pteridina ingår i släktet Chalara, divisionen sporsäcksvampar och riket svampar.   Inga underarter finns listade i Catalogue of Life.